# René Wagner
René Wagner (Brno, 31 ottobre 1972) è un allenatore di calcio ed ex calciatore ceco, di ruolo attaccante.

## Palmarès

### Individuali
- Capocannoniere della Bundesliga austriaca 1

1996-1997 (21 gol)